# Volley Treviso
Volley Treviso – dawniej Sisley Treviso, włoski męski klub siatkarski z siedzibą w Treviso, założony w 1966 roku, na skutek wycofania się sponsorów upadł w 2012 roku. Sezon 2012/2013 rozpoczął w Serie B2 (czwarty poziom rozgrywek). W sezonach 1988/1989-2011/2012 klub występował w rozgrywkach Serie A1.
Jeden z najbardziej utytułowanych włoskich klubów siatkarskich oraz jeden z najbardziej utytułowanych klubów świata.

## Historia

### Chronologia nazw sponsorskich
- 1987: Sisley Treviso
- 2011: Sisley Belluno[1]

## Sukcesy
Puchar Europy Zdobywców Pucharów:
- 1. miejsce (1x): 1994
- 2. miejsce (1x): 1990

 Puchar CEV:
- 1. miejsce (5x): 1991, 1993, 1998, 2003, 2011

 Klubowe Mistrzostwa Świata:
- 2. miejsce (1x): 1992

 Puchar Włoch:
- 1. miejsce (5x): 1993, 2000, 2004, 2005, 2007

 Mistrzostwo Włoch:
- 1. miejsce (Scudetto) (9x): 1994, 1996, 1998, 1999, 2001, 2003, 2004, 2005, 2007
- 2. miejsce (4x): 1995, 1997, 2002, 2006

 Superpuchar Europy:
- 1. miejsce (2x): 1994, 1999

 Liga Mistrzów:
- 1. miejsce (4x): 1995, 1999, 2000, 2006
- 2. miejsce (1x): 2001

 Superpuchar Włoch:
- 1. miejsce (7x): 1998, 2000, 2001, 2003, 2004, 2005, 2007

## Kadra

### Sezon 2011/2012
| Nr | Imię i nazwisko        | Data ur. | Wzrost | Pozycja      |
| -- | ---------------------- | -------- | ------ | ------------ |
| 1  | Nimir Abdel-Aziz       | 1992     | 183    | rozgrywający |
| 2  | Oleg Antonow           | 1988     | 198    | przyjmujący  |
| 3  | Alessandro Fei         | 1978     | 204    | atakujący    |
| 4  | Robert Horstink        | 1981     | 201    | przyjmujący  |
| 5  | Ludovico Dolfo         | 1989     | 195    | przyjmujący  |
| 6  | Frantisek Ogurcak      | 1984     | 198    | przyjmujący  |
| 7  | Alessandro Farina      | 1976     | 182    | libero       |
| 10 | Donald Suxho           | 1976     | 196    | rozgrywający |
| 11 | Giorgio De Togni       | 1985     | 202    | środkowy     |
| 12 | Valerio Curti          | 1978     | 203    | środkowy     |
| 13 | Dávid Szabó            | 1990     | 202    | atakujący    |
| 15 | Giacomo Rigoni         | 1979     | 198    | przyjmujący  |
| 16 | Odelvis Dominico Speek | 1977     | 205    | środkowy     |
| 18 | Emanuel Kohút          | 1982     | 205    | środkowy     |

### Sezon 2010/2011
| Nr | Imię i nazwisko   | Data ur. | Wzrost | Pozycja      |
| -- | ----------------- | -------- | ------ | ------------ |
| 1  | Marcelo Elgarten  | 1974     | 186    | rozgrywający |
| 2  | Dávid Szabó       | 1990     | 202    | atakujący    |
| 3  | Alessandro Fei    | 1978     | 204    | atakujący    |
| 4  | Robert Horstink   | 1981     | 201    | przyjmujący  |
| 5  | Jiří Kovář        | 1989     | 202    | przyjmujący  |
| 6  | Samuele Papi      | 1973     | 190    | przyjmujący  |
| 7  | Alessandro Farina | 1976     | 182    | libero       |
| 10 | Dante Boninfante  | 1977     | 188    | rozgrywający |
| 11 | Giorgio De Togni  | 1985     | 202    | środkowy     |
| 12 | Rob Bontje        | 1981     | 206    | środkowy     |
| 13 | Pierre Pujol      | 1984     | 190    | rozgrywający |
| 15 | Gabriele Maruotti | 1988     | 196    | przyjmujący  |
| 16 | Federico Vanin    | 1989     | 185    | libero       |
| 18 | Novica Bjelica    | 1983     | 202    | środkowy     |

### Sezon 2009/2010
| Nr | Imię i nazwisko   | Data ur. | Wzrost | Pozycja      |
| -- | ----------------- | -------- | ------ | ------------ |
| 2  | Bertrand Carletti | 1982     | 206    | rozgrywający |
| 3  | Alessandro Fei    | 1978     | 204    | atakujący    |
| 4  | Robert Horstink   | 1981     | 201    | przyjmujący  |
| 6  | Samuele Papi      | 1973     | 190    | przyjmujący  |
| 7  | Alessandro Farina | 1976     | 182    | libero       |
| 8  | Emanuel Kohút     | 1982     | 205    | środkowy     |
| 10 | Giulio Sabbi      | 1989     | 201    | atakujący    |
| 11 | Giorgio De Togni  | 1985     | 202    | środkowy     |
| 12 | Rob Bontje        | 1981     | 206    | środkowy     |
| 15 | Gabriele Maruotti | 1988     | 196    | przyjmujący  |
| 16 | Federico Vanin    | 1989     | 185    | libero       |
| 17 | Ricardo Garcia    | 1975     | 191    | rozgrywający |
| 18 | Juan José Cuda    | 1987     | 200    | przyjmujący  |

### Sezon 2008/2009
| Nr | Imię i nazwisko   | Data ur. | Wzrost | Pozycja      |
| -- | ----------------- | -------- | ------ | ------------ |
| 3  | Alessandro Fei    | 1978     | 204    | atakujący    |
| 5  | Stefan Hübner     | 1975     | 200    | środkowy     |
| 6  | Samuele Papi      | 1973     | 190    | przyjmujący  |
| 7  | Alessandro Farina | 1976     | 182    | libero       |
| 8  | Emanuel Kohút     | 1982     | 205    | środkowy     |
| 10 | Davide Saitta     | 1987     | 188    | rozgrywający |
| 12 | Oleg Antonow      | 1988     | 198    | przyjmujący  |
| 13 | Gustavo Endres    | 1975     | 203    | środkowy     |
| 14 | Riley Salmon      | 1976     | 197    | przyjmujący  |
| 15 | Alberto Cisolla   | 1977     | 197    | przyjmujący  |
| 17 | Ricardo Garcia    | 1975     | 191    | rozgrywający |
| 18 | Cosimo Gallotta   | 1977     | 195    | przyjmujący  |

### Sezon 2007/2008
| Nr | Imię i nazwisko      | Data ur. | Wzrost | Pozycja      |
| -- | -------------------- | -------- | ------ | ------------ |
| 1  | Robert Horstink      | 1981     | 201    | przyjmujący  |
| 2  | Marek Novotný        | 1977     | 202    | przyjmujący  |
| 3  | Alessandro Fei       | 1978     | 204    | atakujący    |
| 5  | Stefan Hübner        | 1975     | 200    | środkowy     |
| 6  | Samuele Papi         | 1973     | 190    | przyjmujący  |
| 7  | Alessandro Farina    | 1976     | 182    | libero       |
| 8  | Jiří Kral            | 1981     | 200    | środkowy     |
| 10 | Davide Saitta        | 1987     | 188    | rozgrywający |
| 11 | Gustavo Endres       | 1975     | 203    | środkowy     |
| 12 | Oleg Antonow         | 1988     | 198    | przyjmujący  |
| 13 | Pierre Pujol         | 1984     | 190    | rozgrywający |
| 15 | Alberto Cisolla      | 1977     | 197    | przyjmujący  |
| 16 | Mauro Ricci Petitoni | 1985     | 188    | przyjmujący  |
| 18 | Gabriele Maruotti    | 1988     | 196    | przyjmujący  |

### Sezon 2006/2007
| Nr | Imię i nazwisko     | Data ur. | Wzrost | Pozycja      |
| -- | ------------------- | -------- | ------ | ------------ |
| 1  | Robert Horstink     | 1981     | 201    | przyjmujący  |
| 2  | Marek Novotný       | 1977     | 202    | atakujący    |
| 3  | Alessandro Fei      | 1978     | 204    | atakujący    |
| 4  | Eugenio Dolfo       | 1987     | 196    | rozgrywający |
| 5  | Valerio Vermiglio   | 1976     | 190    | rozgrywający |
| 6  | Samuele Papi        | 1973     | 190    | przyjmujący  |
| 7  | Alessandro Farina   | 1976     | 182    | libero       |
| 8  | Jiří Kral           | 1981     | 200    | środkowy     |
| 10 | Abdallah Abdalsalam | 1983     | 198    | rozgrywający |
| 11 | Gustavo Endres      | 1975     | 203    | środkowy     |
| 12 | Frederic Winters    | 1982     | 195    | przyjmujący  |
| 13 | Luca Tencati        | 1979     | 200    | środkowy     |
| 15 | Alberto Cisolla     | 1977     | 197    | przyjmujący  |
| 18 | Juan José Cuda      | 1987     | 200    | przyjmujący  |

### Sezon 2005/2006
| Nr | Imię i nazwisko   | Data ur. | Wzrost | Pozycja      |
| -- | ----------------- | -------- | ------ | ------------ |
| 3  | Alessandro Fei    | 1978     | 204    | atakujący    |
| 4  | Andrea Bartoletti | 1978     | 201    | atakujący    |
| 5  | Valerio Vermiglio | 1976     | 190    | rozgrywający |
| 6  | Samuele Papi      | 1973     | 190    | przyjmujący  |
| 7  | Alessandro Farina | 1976     | 182    | libero       |
| 8  | Jiří Kral         | 1981     | 200    | środkowy     |
| 10 | Bertrand Carletti | 1982     | 206    | rozgrywający |
| 11 | Gustavo Endres    | 1975     | 203    | środkowy     |
| 13 | Luca Tencati      | 1979     | 200    | środkowy     |
| 14 | Michele Capra     | 1985     | 198    | przyjmujący  |
| 15 | Alberto Cisolla   | 1977     | 197    | przyjmujący  |
| 16 | Cristian Casoli   | 1975     | 194    | przyjmujący  |

### Sezon 2004/2005
| Nr | Imię i nazwisko   | Data ur. | Wzrost | Pozycja      |
| -- | ----------------- | -------- | ------ | ------------ |
| 2  | Giorgio De Togni  | 1985     | 202    | środkowy     |
| 2  | Toni Kovačević    | 1983     | 198    | przyjmujący  |
| 3  | Alessandro Fei    | 1978     | 204    | atakujący    |
| 5  | Valerio Vermiglio | 1976     | 190    | rozgrywający |
| 6  | Samuele Papi      | 1973     | 190    | przyjmujący  |
| 7  | Alessandro Farina | 1976     | 182    | libero       |
| 8  | Hugo Gaspar       | 1983     | 200    | atakujący    |
| 11 | Gustavo Endres    | 1975     | 203    | środkowy     |
| 12 | Enzo Barbaro      | 1978     | 190    | rozgrywający |
| 13 | Luca Tencati      | 1979     | 200    | środkowy     |
| 15 | Alberto Cisolla   | 1977     | 197    | przyjmujący  |
| 16 | Cristian Casoli   | 1975     | 194    | przyjmujący  |
| 18 | Pasquale Gravina  | 1970     | 202    | środkowy     |